# Berta Loran
Berta Loran, nome artístico de Basza Ajs (Varsóvia, 23 de março de 1926), é uma atriz e comediante polonesa, de origem judaica, naturalizada brasileira. Na televisão, seus personagens mais lembrados são a portuguesa Manuela D’Além Mar, da Escolinha do Professor Raimundo, e a empregada Frosina, da telenovela Amor com Amor Se Paga.

## Biografia
Nascida em Varsóvia, na Polônia, foi nomeada como Basza Ajs. Em 1937, aos onze anos, Berta mudou-se com os pais e os cinco irmãos para o Brasil, fugindo do nazismo na Europa. Ao chegar, a família instalou-se em um sobrado na Praça Tiradentes, no Rio de Janeiro. Ao ingressar no teatro, por incentivo do pai, um judeu chamado José Ajs, que era ator e alfaiate, no início da década de 1940, passou a adotar o nome artístico de Berta Loran. Em 1946, Berta casou-se com Suchar Handfuss, ator judeu radicado em Buenos Aires. Quando se casaram, ela tinha 20 anos e ele, 51. Foram juntos para Buenos Aires, onde moraram durante dois anos. Também moraram sete anos em Portugal, onde Berta fez muito sucesso como atriz. Retornou ao Brasil no início da década de 1950 e separou-se de Suchar em 1957, mesmo ano em que se naturalizou brasileira. Em entrevistas, revelou que não amava o primeiro marido, e que apenas se casou com ele para sair de casa e conquistar sua independência. Revelou ter engravidado do marido duas vezes, mas devido ao fato de não gostar dele, aliado as dificuldades financeiras que passavam e a vontade de alavancar sua carreira, optou por fazer dois abortos. Aos 37 anos, após alguns anos solteira e mantendo relacionamentos esporádicos com alguns artistas, a atriz casou-se novamente com um paulistano chamado Júlio Marcos Jacoba. Ele era um comerciante de ascendência polonesa, que a atriz conheceu através de sua irmã. Berta tentou engravidar dele e fez diversos tratamentos, mas não conseguiu êxito. A atriz foi acometida por uma infecção uterina, e teve de realizar uma histerectomia em 1966. O casal separou-se em 1988. De 1990 a 2016 foi casada com o cantor Paulo de Carvalho, e desde 2017 está em seu quarto casamento com o ator Claudionor Vergueiro. 
 “Nasci na Rua Mila, 53, onde se formaria o Gueto de Varsóvia. Dividi um quarto com 14 parentes, entre pai, mãe, irmãos, avós,  tios e dois funcionários a trabalhar na alfaiataria em troca de comida. Meu pai dormia num sofá com as molas todas de fora. Alimento barato era batata e repolho. Minha mãe fazia uma sopa com muito alho e cebola e à noite era uma peidaria daquelas. Eu ria.”

### Vida profissional
Iniciou a carreira apresentando-se em clubes da comunidade judaica. Em teatros de comunidades judaicas apresentava-se com uma irmã como a dupla Berta e Bela Ais. Seu primeiro papel para grandes públicos foi interpretado em uma teatro de revista em 1952, aos 26 anos, no palco do Teatro Carlos Gomes, a convite do maestro Armando Ângelo, com quem havia trabalhado anteriormente. Estreou no cinema em 1955, no período das chanchadas brasileiras, no filme de Watson Macedo: Sinfonia Carioca. Nos dois filmes seguintes, Papai Fanfarrão e Garotas e Samba, foi dirigida por Carlos Manga. Em 1957 apresentou-se em Portugal com a peça Fogo no Pandeiro. Acabou morando no país durante seis anos. 
Ao retornar ao Brasil, em 1963, faz parte do elenco da peça O Peru e no musical Como Vencer na Vida Sem Fazer Força, ao lado de Moacyr Franco e Marília Pêra, dirigido por Augusto César Vannucci. No teatro, foram incontáveis espetáculos, como Boeing Boeing (1964), Cinderela do Petróleo (1966), Alegro Desbum (1973), Camas Redondas e Casais Quadrados (1974), Três Solteironas Balançando o Rambo (1991), As Tias de Mauro Rasi (1996), Os Dálmatas – O Musical (1997) e Quem Vai Ficar com a Velha? (2002).
Na televisão, fez sua estreia no programa Espetáculos Tonelux, na TV Tupi. Em 1966, quando trabalhava na TV Tupi, foi convidada por Boni para trabalhar na Rede Globo, em um programa intitulado Bairro Feliz. No mesmo ano, atuou em outro humorístico da emissora, Riso Sinal Aberto, exibido até fevereiro de 1967. No ano seguinte, atuou em Balança Mas Não Cai. Entre 1970 e 1973, participou do programa Faça Humor, Não Faça Guerra; entre 1974 e 1975, do Satiricom; e entre 1976 e 1982, do Planeta dos Homens.
No ano de 1978 voltou a fazer filmes, sendo três no mesmo ano: Como Matar Uma Sogra, O Golpe Mais Louco do Mundo e O Amante de Minha Mulher. Integrou o elenco fixo de Viva o Gordo em 1981 e participou da segunda temporada de Balança Mas Não Cai, entre 1982 e 1983. No mesmo ano, atuou no humorístico A Festa É Nossa. Em 1984, surpreendeu público e crítica com sua performance de atriz de telenovela, em Amor com Amor Se Paga, de Ivani Ribeiro, em que faz dobradinha com Ary Fontoura. Também fez parte do elenco de Humor Livre. Durante parte dos anos 80, foi também garota propaganda dos eletrodomésticos Arno.
Em 1991, passou a trabalhar nos programas de Chico Anysio, primeiramente em Estados Anysios de Chico City, em seguida em Escolinha do Professor Raimundo (em que interpretava a imigrante portuguesa Manuela D'Além-Mar) e, finalmente, em Chico Total. Na segunda versão da Escolinha do Professor Raimundo, em 2001 interpretou a judia Sara Rebeca. Em 2004 novamente fez uma personagem portuguesa: Maria, contracenando com Agildo Ribeiro, no papel de Manuel.
Em 2004, apresentou-se na peça Ainda Estou Aqui!, onde homenageou o humorista Costinha. Dois anos depois, integrou o elenco do filme Polaroides Urbanas, de Miguel Falabella. Em 2008, pela primeira vez trabalhou junto com Bemvindo Sequeira,  na comédia Pais Criados, Trabalhos Dobrados, de autoria de Moacyr Veiga, que também compõe o elenco. É a terceira vez que Berta atuou em uma peça escrita por Moacyr Veiga (anteriormente, já havia atuado em Até que os Sogros se Separem e Quem Vai Ficar com a Velha?).
Depois de 25 anos sem fazer uma novela completa, Berta Loran esteve na novela Cama de Gato, fazendo um papel de uma interna de asilo para idosos, chamada Loló. Ela fez par romântico com Luiz Gustavo. Em 2010, fez uma participação especial na refilmagem da novela Ti Ti Ti, como a Dona Soledad. Em 2011, a atriz fez o papel da Rainha-Mãe Efigênia, em Cordel Encantado, mãe do Rei Augusto de Seráfia (Carmo Dalla Vecchia) e Duque Petrus (Felipe Camargo). Em 2013, a atriz atuou no filme Até que a Sorte nos Separe 2, interpretando a personagem Manuela (o "grande amor" do tio Olavinho). Em 2016, a atriz foi homenageada pelo produtor cultural João Luiz Azevedo com livro biográfico - Berta Loran: 90 anos de humor, documentário e exposição com fotos do acervo pessoal, objetos e recordações dos diversos trabalhos realizados por Berta no cinema, teatro e televisão.

## Filmografia

### Televisão
| Ano     | Título                          | Personagem                                    | Nota                                            |
| ------- | ------------------------------- | --------------------------------------------- | ----------------------------------------------- |
| 1951    | Grande Revista                  |                                               |                                                 |
| 1955    | Espétaculos Tonelux             | Comediante                                    |                                                 |
| 1965–66 | Bairro Feliz                    | A Moça Difícil                                |                                                 |
| 1967    | Riso Sinal Aberto               |                                               |                                                 |
| 1968    | Balança Mas Não Cai             |                                               |                                                 |
| 1969    | Com... Média Máxima             |                                               |                                                 |
| 1970    | Faça Humor, Não Faça Guerra     |                                               |                                                 |
| 1972    | Uau, a Companhia                |                                               |                                                 |
| 1973    | Satiricom                       | Várias personagens                            |                                                 |
| 1976    | Planeta dos Homens              | Aurélia                                       |                                                 |
| 1981    | Viva o Gordo                    | Várias personagens                            |                                                 |
| 1983    | A Festa É Nossa                 | Vários Personagens                            |                                                 |
| 1983    | Guerra dos Sexos                | Souza                                         | Participação especial                           |
| 1983    | Caso Especial                   | Emily                                         | Episódio: "O Fantasma de Canterville"           |
| 1984    | Amor com Amor Se Paga           | Frosina Maria de Jesus                        |                                                 |
| 1984    | Humor Livre                     | Várias personagens                            |                                                 |
| 1984    | Vereda Tropical                 | Bruxa carcereira                              | Participação especial                           |
| 1985    | Caso Verdade                    |                                               | Episódio: "A Vez dos Conflitos"                 |
| 1986    | Cambalacho                      | Sra. Souza                                    | Participação especial                           |
| 1990    | Escolinha do Professor Raimundo | Manuela D'Além-Mar / Dona Raquel Ainsberg     |                                                 |
| 1991    | Estados Anysios de Chico City   | Dona do Bar                                   |                                                 |
| 1994    | Escolinha do Professor Raimundo | Sara Rebeca Alencar                           |                                                 |
| 1995    | Você Decide                     |                                               | Episódio: "O Príncipe Desencantado"             |
| 1995    | Caso Especial                   | Dona Maria                                    | Episódio: "Memórias de Um Sargento de Milícias" |
| 1996    | Chico Total                     | Vários Personagens                            |                                                 |
| 1998    | Torre de Babel                  | Sara Bentes                                   |                                                 |
| 1999    | Chiquinha Gonzaga               | Beata                                         |                                                 |
| 1999    | Zorra Total                     | Sara Rebeca Alencar                           |                                                 |
| 2000    | Uga Uga                         | Passageira no voo de Varela                   | Participação Especial                           |
| 2001    | Escolinha do Professor Raimundo | Sara Rebeca Alencar                           |                                                 |
| 2004    | Zorra Total                     | Maria                                         |                                                 |
| 2004    | Da Cor do Pecado                | Dinorá                                        | Participação Especial                           |
| 2005    | A Diarista                      | Marilu                                        | Episódio: "Asilo é se lhe Parece"               |
| 2007    | A Diarista                      | Raquel                                        | Episódio: "Aquele dos Vizinhos"                 |
| 2008    | Ciranda de Pedra                | Dona Genilda                                  |                                                 |
| 2009    | Cama de Gato                    | Loló Castiglione                              |                                                 |
| 2010    | Ti Ti Ti                        | Soledad Salmerón                              |                                                 |
| 2011    | Cordel Encantado                | Rainha-mãe Efigênia Ávila de Seráfia do Norte |                                                 |
| 2012    | A Grande Família                | Vilma Mendonça                                | Episódio: "Quero Ser Lineu Silva"               |
| 2014    | Por Isso Eu Sou Vingativa       | Dona Lurdes                                   |                                                 |
| 2015    | Fantástico                      | Ela mesma                                     | Quadro: "O Grande Plano"                        |
| 2016–17 | Vai que Cola                    | Adelaide Lacerda                              |                                                 |
| 2018    | Tá no Ar: a TV na TV            | Ela mesma                                     | Episódio: "17 de abril"                         |
| 2019    | A Dona do Pedaço                | Dinorá Macondo                                | Episódios: "21 de junho–19 de setembro"         |
| 2022    | Comediantes Que Amamos          | Ela mesma                                     | Episódio: "19 de setembro"                      |

### Cinema
| Ano  | Título                       | Papel                 |
| ---- | ---------------------------- | --------------------- |
| 1955 | Sinfonia Carioca             | Mulher elegante       |
| 1955 | O Primo do Cangaceiro        | —                     |
| 1957 | Garotas e Samba              | Ninon Ervilha         |
| 1957 | Papai Fanfarrão              | —                     |
| 1958 | O Barbeiro que se Vira       | Margarida             |
| 1960 | O Cantor e a Bailarina       | Amiga de Natália      |
| 1970 | A Ilha dos Paqueras          | Assessora das modelos |
| 1970 | Em Busca do Susexo           | Dona Helena           |
| 1971 | Ipanema Toda Nua             | Turista alemã         |
| 1978 | O Golpe Mais Louco do Mundo  | Secretária            |
| 1979 | O Amante de Minha Mulher     | Clara                 |
| 1982 | Como Matar Uma Sogra         | —                     |
| 2006 | Polaróides Urbanas           | Malka                 |
| 2008 | A Guerra dos Rocha           | Amiga de Diná         |
| 2013 | Até que a Sorte nos Separe 2 | Manuela da Silva      |
| 2020 | Jovens Polacas               | Dona Sarita           |
| 2021 | Amarração do Amor            | Berta Goldenberg      |
| 2022 | Juntos e Enrolados           | Dona Elvira           |

## Teatro
| 1956 | Mão na Toca                                                      |
| 1957 | Fogo no Pandeiro                                                 |
| 1959 | Mulheres à Vista! (Portugal, Teatro ABC)                         |
| 1959 | Delírio em Lisboa (Portugal, Teatro ABC)                         |
| 1960 | Revista é Sempre Revista (Portugal, Teatro Variedades)           |
| 1960 | Está Bonita a Brincadeira!... (Portugal, Teatro Avenida)         |
| 1960 | A Vida é Bela! (Portugal, Teatro Capitólio)                      |
| 1961 | Tá Bem... Deixa! (Portugal, Teatro Capitólio)                    |
| 1962 | O Gesto é Tudo! (Portugal, Teatro ABC)                           |
| 1963 | Caiu do Céu Uma Noiva - Boeing Boeing (Portugal, Teatro Avenida) |
| 1963 | Boa Noite, Lisboa! (Portugal, Teatro Monumental)                 |
| 1963 | O Peru                                                           |
| 1964 | Boeing Boeing                                                    |
| 1965 | Como Vencer na Vida Sem Fazer Força                              |
| 1966 | Cinderela do Petróleo                                            |
| 1973 | Alegro Desbum                                                    |
| 1974 | Camas Redondas e Casais Quadrados                                |
| 1980 | Divirta-se com Berta Loran                                       |
| 1989 | Tropicanalha                                                     |
| 1991 | Três Solteironas Balançando o Rambo                              |
| 1996 | As Tias de Mauro Rasi                                            |
| 1997 | Os Dálmatas – O Musical                                          |
| 1999 | Até que as Sogras nos Separem                                    |
| 2002 | Quem Vai Ficar com a Velha?                                      |
| 2004 | Ainda Estou Aqui!                                                |
| 2008 | Pais Criados, Trabalhos Dobrados                                 |
| 2018 | Damas do Humor e da Canção                                       |

## Prêmios e indicações
| Ano  | Prêmio                             | Categoria                | Nomeações      | Resultado |
| ---- | ---------------------------------- | ------------------------ | -------------- | --------- |
| 2021 | Grande Prêmio do Cinema Brasileiro | Melhor Atriz Coadjuvante | Jovens Polacas | Indicado  |